# Hinderwell
Hinderwell is een civil parish in het bestuurlijke gebied Scarborough, in het Engelse graafschap North Yorkshire met 1875 inwoners.